# Armada de Halley
L'armada de Halley est le nom généralement accepté et populairement utilisé pour regrouper cinq sondes spatiales parties explorer la comète de Halley lors de son séjour de 1986 dans le Système solaire interne, correspondant à l'apparition 1P/1982 U1. L'armada consistait en une sonde de l'Agence spatiale européenne, deux sondes qui étaient des projets conjoints de l'Union soviétique et de la France et deux sondes de l'Institut des sciences spatiales et astronautiques japonais. Sans les mesures effectuées par les autres sondes, la distance minimale entre Giotto et la comète de Halley aurait été de 4 000 kilomètres au lieu des 596 kilomètres réalisés.

## Les sondes spatiales
Sondes impliquées (dans l'ordre d'approche le plus proche) :
- Giotto, la première sonde spatiale à obtenir des images rapprochées en couleur du noyau d'une comète (ASE) ;
- Vega 1, a lancé une sonde à ballonnet et un atterrisseur sur Vénus avant de passer à Halley (URSS/France Intercosmos) ;
- Vega 2, a lancé une sonde à ballonnet et un atterrisseur sur Vénus avant de passer à Halley (URSS/France Intercosmos) ;
- Suisei, également connue sous le nom PLANET-A. Les données de Sakigake a été utilisées pour améliorer Suisei pour sa mission destinée à l'étude Halley (ISAS) ;
- Sakigake, la première sonde japonaise à quitter le système terrestre, principalement un test de la technologie de la mission interplanétaire (ISAS).